# Marvel vs. Capcom: Infinite
Marvel vs. Capcom: Infinite (マーベル VS. カプコン：インフィニット), es un videojuego de peleas lanzado y desarrollado por Capcom. Es la sexta entrega principal de la serie Marvel vs. Capcom. El título consiste en un crossover de los personajes más importantes de ambas compañías, aunque el lado de Marvel Comics se centra en la mega franquicia del Universo Cinematográfico de Marvel, excluyendo a personajes insignias de entregas anteriores como el Doctor Doom y otros villanos de Los 4 Fantásticos y los X-Men, para dar paso a nuevas personalidades como lo son Capitana Marvel y Ultron. 
Su modo de juego se centra en peleas de dos-contra-dos dejando del lado el sistema de tres-contra-tres de los dos títulos anteriores; los combos ahora pueden ser realizados en equipos y las asistencias han sido eliminadas, además se añadió un sistema basado en las Gemas del Infinito, similar al primer juego de la franquicia, el cual permitirá obtener ciertas habilidades o incrementar otras dependiendo cual gema fue elegida al principio de cada pelea.
El juego fue anunciado durante la presentación PlayStation Experience de 2016, fue lanzado en Xbox One, Microsoft Windows y PlayStation 4 el 19 de septiembre de 2017. Originalmente Capcom, había perdido la licencia de los personajes de Marvel, pero tras la disolución de la desarrolladora de videojuegos de Disney, lograron recuperarlos, aunque como una condición dada por Disney no podrían usar a ciertos personajes (como los X-Men o los 4 Fantásticos), cuyos derechos cinematográficos estaban cedidos a 20th Century Fox, para así poder promocionar el Universo Cinematográfico de Marvel.

## Jugabilidad
El modo de juego de Marvel vs. Capcom Infinite se centra en un combate de dos contra dos, como sucedía en las entregas más clásicas de la franquicia, los personajes del juego fueron recreados completamente en modelos 3D, aunque el escenario solo permite al jugador moverse en cuatro direcciones, dando una perspectiva de 2.5D, se podrá cambiar de personaje en cualquier momento que el jugador lo desee, incluyendo a mitad de un combo o mientras este en el aire, permitiendo hacer diferentes estrategias, mixups y lo que en la entrega anterior era conocido como Team Aerial Combo.
Cada personaje tiene movimientos únicos, los cuales podrá ejecutar tras hacer una serie de comandos preestablecidos, además de eso hay cuatro ataques universales: dos golpes y dos patadas, una fuerte y una débil; se puede cubrir de los ataques al mover el stick hacia atrás, y en esquina cuando son ataques por encima de la cabeza. 
Se añade también el sistema de las gemas del Infinito, en el cual el jugador podrá ejecutar diferentes ataques durante el combate dependiendo de la cual se haya seleccionado, que van desde wall bounces para hacer combos a proyectiles, entre más se utilicen estas habilidades se irá drenando una barra en las esquinas inferiores, que al estar llena permitirá hacer una Infinity Storm, que dan una habilidad increíblemente poderosa al ejecutante, como por ejemplo tener a ambos personajes al mismo tiempo en la pantalla, resucitar personajes muertos, encerrar al oponente en una sección de la pantalla, o bajar tres veces más de vida en cada ataque, sin embargo esto solo será efectivo mientras dure el efecto de la barra. 
De igual forma habrá una barra adicional que puede ser llenada hasta 5 veces, y permite al jugador ejecutar Hyper Combos.

## Desarrollo
Tras el estreno del videojuego Ultimate Marvel vs. Capcom 3 para la plataforma PlayStation Vita en 2012, la nueva compañía matriz de Marvel, Walt Disney, que adquirió a Marvel en 2009, optó por no renovar su contrato de licencia con Capcom, en su lugar optando por mover sus propiedades viables hacia sus propios títulos de videojuegos publicados, como la serie Disney Infinity; esto resultó en que Ultimate Marvel vs. Capcom 3 y Marvel vs Capcom 2: New Age of Heroes fueran eliminados de Xbox Live Arcade y PlayStation Network en 2013. Sin embargo en 2016 Disney anunció su decisión de descontinuar los esfuerzos de auto publicación y pasar a un modelo de solo negociar sus propias licencias, permitiendo a desarrolladores de videojuegos de terceros, incluyendo a Capcom, negociar licencias con Marvel una vez más.
El 3 de diciembre de 2016, Marvel vs. Capcom: Infinite se dio a conocer oficialmente durante el evento PlayStation Experience de Sony; sus primeras secuencias de metraje de jugabilidad debutaron el mismo día, a continuación de la conclusión de Capcom Cup 2016. El videojuego se estrenó el 19 de septiembre de 2017 para las plataformas Sony PlayStation 4, Microsoft Xbox One y el sistema Microsoft Windows.
Según Marvel Comics y representantes de Capcom, la decisión de cambiar el sistema de batalla tres contra tres se consideró durante mucho tiempo antes de que en última instancia se establecieran luchas en pareja, por el bien de la accesibilidad. El director de producción de Capcom, Michael Evans, buscó dar a los fanes casuales de la saga Marvel vs. Capcom la capacidad de involucrarse en el videojuego sin ser abrumados, al introducir un sistema más manejable de dos personajes.
Para expandir el número de opciones para los jugadores, el "X-Factor" y mecánicas de ataques de asistencia de Marvel vs. Capcom 3 fueron removidos en favor de las seis Piedras Infinity para proporcionar a los equipos una personalización adicional, y utiliza combos Switch Cancel, de manera similar al videojuego Street Fighter × Tekken, Marvel y Capcom compararon las Piedras Infinity con el "Groove System" utilizado en el videojuego Capcom vs. SNK 2: Mark of the Millennium 2001. El objetivo de Capcom con las Piedras Infinity fue crear un campo de juego nivelado actuando como un activador de regreso, permitiendo así a los jugadores compensar las deficiencias de sus personajes y mejorar sus puntos fuertes.
El veterano director de Capcom, Norio Hirose, dirigió el videojuego. El escritor de Marvel, Frank Tieri escribió la historia del videojuego desde Marvel vs. Capcom 3. Está confirmado que otros miembros del equipo de desarrolladores de anteriores entregas en la saga Versus de Capcom estuvieron trabajando en el desarrollo de este videojuego.
Según lo confirmado por el director creativo de Marvel Games, Bill Rosemann, en el evento D.I.C.E. Summit 2017, Marvel vs. Capcom: Infinite no implicará nada relacionado con inconvenientes con los derechos de películas a diferencia del videojuego Marvel: Contest of Champions.
Según el productor Mike Evans, los personajes de Marvel no estarán solo basados exclusivamente en el Universo Cinematográfico de Marvel.
Después de casi 2 años de haber sido lanzando el juego, en 2019, durante una transmisión de Twitch del jugador profesional Ryan Ramirez -ganador de EVO 2012-, mostró una versión en desarrollo de Marvel vs Capcom Infinite donde se puede ver que el juego estaba planeado para contener 61 personajes y no solo 36. Rápidamente Capcom obligó al jugador a eliminar su transmisión, ya que infringió con su copyright.

## Personajes
El juego fue confirmado con 30 personajes inicialmente y 6 como contenido descargable, este contenido fue lanzado antes de finalizar 2017.
En cursiva, los que debutan en la franquicia y subrayados, los personajes DLC
| Marvel                      | Marvel                  | Marvel                       | Capcom            | Capcom            | Capcom                       |
| Personaje                   | Serie                   | Debut en la saga             | Personaje         | Serie             | Debut en la saga             |
| --------------------------- | ----------------------- | ---------------------------- | ----------------- | ----------------- | ---------------------------- |
| Black Panther               | The Avengers            | Marvel vs. Capcom Infinite   | Arthur            | Ghosts 'n Goblins | Marvel vs. Capcom            |
| Black Widow                 | The Avengers            | Marvel vs. Capcom Infinite   | Chris Redfield    | Resident Evil     | Marvel vs. Capcom 3          |
| Captain America             | The Avengers            | Marvel Super Heroes          | Chun-Li           | Street Fighter    | X-Men vs. Street Fighter     |
| Captain Marvel              | The Avengers            | Marvel Vs. Capcom Infinite   | Dante Sparda      | Devil May Cry     | Marvel vs. Capcom 3          |
| Doctor Strange              | Doctor Strange          | Ultimate Marvel vs. Capcom 3 | Firebrand         | Ghosts 'n Goblins | Ultimate Marvel vs. Capcom 3 |
| Dormammu                    | Doctor Strange          | Marvel vs. Capcom 3          | Frank West        | Dead Rising       | Ultimate Marvel vs. Capcom 3 |
| Gamora                      | Guardians of the galaxy | Marvel vs. Capcom Infinite   | Jedah Dohma       | Darkstalkers      | Marvel vs. Capcom Infinite   |
| Ghost Rider                 | Ghost Rider             | Ultimate Marvel vs. Capcom 3 | Mega Man X        | Mega Man X        | Marvel vs. Capcom Infinite   |
| Hawkeye                     | The Avengers            | Ultimate Marvel vs. Capcom 3 | Mike Haggar       | Final Fight       | Marvel vs. Capcom 3          |
| Hulk                        | The Avengers            | Marvel Super Heroes          | Monster Hunter    | Monster Hunter    | Marvel vs. Capcom Infinite   |
| Iron Man                    | The Avengers            | Marvel Super Heroes          | Morrigan Aensland | Darkstalkers      | Marvel vs. Capcom            |
| Nova                        | Guardians of the galaxy | Ultimate Marvel vs. Capcom 3 | Nathan Spencer    | Bionic Commando   | Marvel vs. Capcom 3          |
| Rocket Raccoon              | Guardians of the galaxy | Ultimate Marvel vs. Capcom 3 | Nemesis           | Resident Evil     | Ultimate Marvel vs. Capcom 3 |
| Spider-Man                  | Spider-Man              | Marvel Super Heroes          | Ryu               | Street Fighter    | X-Men vs. Street Fighter     |
| Thanos                      | The Avengers            | Marvel Super Heroes          | Sigma             | Mega Man X        | Marvel vs. Capcom Infinite   |
| Thor                        | The Avengers            | Marvel vs. Capcom            | Strider Hiryū     | Strider Hiryu     | Marvel vs. Capcom            |
| Ultron                      | The Avengers            | Marvel vs. Capcom Infinite   | Zero              | Mega Man X        | Marvel vs. Capcom 3          |
| Venom                       | Spider-Man              | Marvel vs. Capcom            |                   |                   |                              |
| Winter Soldier              | The Avengers            | Marvel vs. Capcom Infinite   |                   |                   |                              |
| Jefe final                  |                         |                              |                   |                   |                              |
| Ultron-Sigma (Primera fase) |                         |                              |                   |                   |                              |
| Ultron-Omega (Segunda fase) |                         |                              |                   |                   |                              |

- Thor y Arthur debutaron en Marvel vs. Capcom: Clash of Super Heroes como personajes asistentes.
- Mega Man X es un personaje distinto al Mega Man de entregas anteriores.
- Firebrand, Zero y Frank West debutaron inicialmente en otras franquicias de vs. de Capcom (Los dos primeros debutaron en SVC Chaos: SNK vs. Capcom, y West en Tatsunoko vs. Capcom: Ultimate All-Stars)
- Capitán América, Hulk y Spider-Man debutaron oficialmente en la entrega Marvel Super Heroes vs. Street Fighter; mientras que Iron-Man y Thanos en Marvel vs. Capcom 2: New Age of Heroes.

## Historia
Los universo de Marvel y Capcom vuelven a reunirse en una nueva aventura entre los héroes y villanos que nos abarca en este nuevo modo historia. Dos de los villanos Ultron (Avengers) y Sigma (Mega man X), se unen fuerzas para el cambio de la dimensiones de Marvel y Capcom; se fusionan con las 2 de las 6 Gemas del Infinito y se convirtieron en Ultron Sigma. Con este nuevo enemigo va a buscar las 4 Gemas restantes del Infinito que los héroes deben impedir la búsqueda con la ayuda de Thanos que podrían confiar en él. La búsqueda será entre Valkanda, luego en A.I.M.brella, después en Dark Kingdom, y por último en Knowmoon. También habrá personajes inesperados como Jedah (Darkstalkers) que intenta fabricar una bestia simbionte para combatir entre la vida y la muerte. Black Panther a lado de la chica de Monster Hunter que estarán en su reino con un monstruo gigantesco que tiene en control con el Virus Sigma que lo afecto. Zero (Mega man X) poseído por Grandmaster Meio (Strider) quien protege el núcleo del Gravitron que estaría a punto de lanzarse en la Tierra. M.O.D.O.K. encargado de las personas mutadas B.O.W.s (casi parecidos a Deadpool) y a lado de Nemesis (Resident Evil); raptado en una cápsula al alcalde Mike Haggar (Final Fight) que tuvieron para la creación del simbionte. También veremos a la Dama Muerte para ver a Thanos de como fue antes de la fusión de la convergencia.

## Recepción
Después del lanzamiento Marvel vs Capcom: Infinite se convirtió en el más polémico de la franquicia de juegos de pelea, después de que varios usuarios denunciaran vía Internet la mala calidad de la edición coleccionista, acusando a Marvel y Capcom de estafadores pues estos alegan que las figuras de acción así como la caja que contiene las "Gemas del Infinito" son de mala calidad, feas y baratas, en cuestión al costo dicha edición. 
Marvel vs. Capcom: Infinite recibió críticas mixtas a positivas. 
Por otro lado, los críticos frecuentemente criticaron el juego por su presentación. Huskey etiquetó el diseño del personaje como "rígido, malo y distractor", encontrando que la banda sonora era "olvidable y fácilmente ignorada". Stark y Ramos proclamaron que la estética era "la mas rígida que nunca antes se había visto en la franquicia", y comparó la interfaz de usuario a "los gráficos del marcador de posición nunca se cambiaron para el producto final". Chris Carter de Destructoid también detestó las imágenes, describiendo el estilo artístico como "un crimen contra la humanidad". Sam Prell de GamesRadar sentía que la presentación de Infinite, en comparación con la dirección de arte cel-shaded llamativo y el tono over-the-top de Marvel vs. Capcom 3: Fate of Two Worlds y los sprites suaves y precisos de Marvel vs Capcom 2: New Age of Heroes, "hicieron caer al juego desesperadamente rápido a la sombra de sus predecesores". Aaron Morales, de Entertainment Weekly, calificó la dirección de arte realista como "un paso sorprendente en la dirección equivocada", mientras que GameCentral dice que el juego fallo con los efectos visuales, menús monótonos y fondos uniformemente aburridos.
Infinite también fue criticado por la gama de personajes que es considerablemente menor a comparación de los predecesores de la franquicia, GameCentral afirmó que la lista "tiene una pizca de pereza y / o falta de presupuesto", además de que sospecha que la mayoría de las decisiones finales de la lista de personajes fueron hechas por abogados y gente de marketing. La omisión de personajes de las franquicias como X-Men y los villanos de los Cuatro Fantásticos también fue tema que paso por los críticos, quienes especularon que la disputa legal en curso entre Walt Disney y Marvel Studios contra 20th Century Fox por la propiedad de dichos personajes fue el motivo de su exclusión.